# Morte di Dio

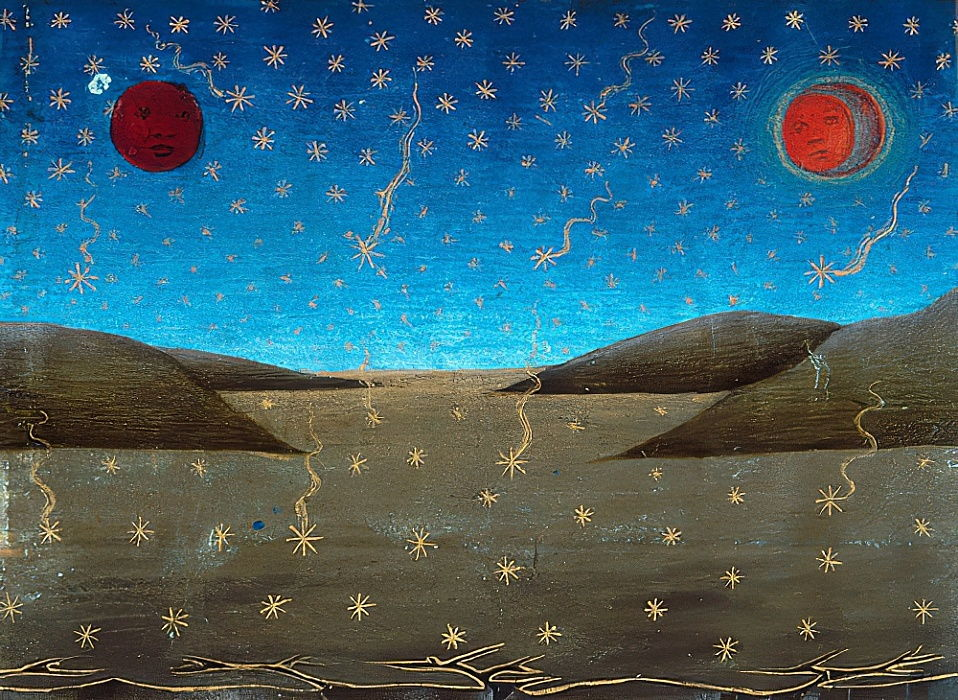
Morte del Sole, della Luna e caduta delle stelle (Cristoforo de Predis, XV secolo)

La morte di Dio è un mito religioso presente in più tradizioni, oltre che un concetto teologico e filosofico. La religione più segnata dall'avvento della morte di Dio è il cristianesimo secondo cui Gesù Cristo, figlio di Dio e Dio egli stesso, muore (come uomo) per assumersi i peccati dell'umanità e risorgere tuttavia dopo tre giorni per assurgere alla Gloria. 
Una morte divina è presente, in un contesto diverso, soprattutto nelle mitologie nordiche europee anteriori al cristianesimo,  segnate dal presentimento di un imminente crepuscolo degli dei e dove spesso il leader del pantheon è stato in uno stato di agonia per ottenere grandi poteri, come Odino che si impiccò. 
Ancora nella tradizione occidentale, nella mitologia greca, Dioniso viene ucciso e fatto a pezzi dai Titani, poi ricomposto da Apollo o fatto reincarnare da Zeus.
Anche nella mitologia egizia si parla della morte del dio Osiride per mano del malvagio fratello Seth; Osiride viene poi ricomposto e resuscitato dalla moglie e sorella Iside, con l'aiuto di Anubi.

## La morte di Dio per Friedrich Nietzsche

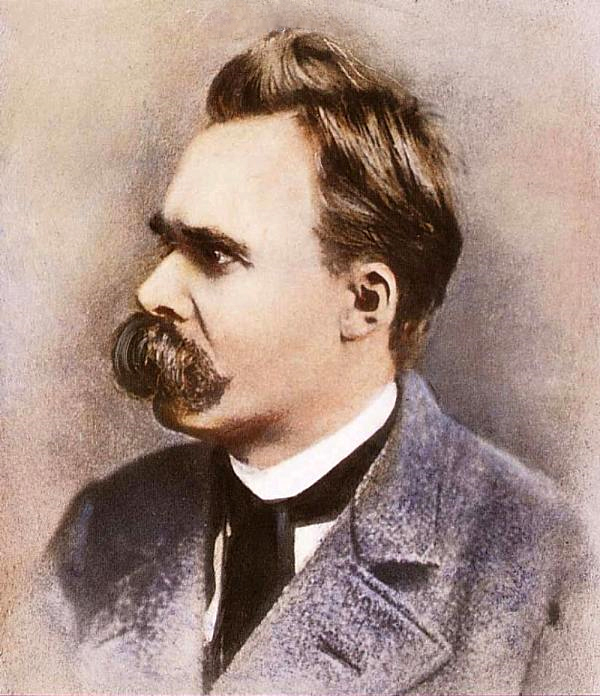
Friedrich Nietzsche

Nietzsche è il pensatore occidentale a cui fa riferimento la più elaborata e carica di conseguenze riflessione sulla morte di Dio. Essa si configura, per Nietzsche, come una realtà teorica e storica al tempo stesso, che non fonda cioè le sue radici solamente su un convincimento ideale e personale del filosofo, bensì su una vera e propria realtà di fatto, ovvero sulla fine di tutte le illusioni dell'essere umano, alla quale gli uomini cercano di far fronte creandosi dei sostituti, quali idoli e miti di varia natura e di varia specie, che diano un senso alla vita ma anche alla morte, in modo che ognuno si veda e si senta realmente ricompensato delle proprie fatiche, delle rinunce e degli affanni, immaginandosi di venire un giorno ripagato e premiato nell'oltre-vita e nell'oltre-mondo, ovvero nell'aldilà. 
Essa assume inoltre la portata di un evento epocale e caratterizzante che, oltre ad aver influito su buona parte del pensiero del filosofo, coincide anche con la perdita di tutte quelle certezze, che, con la loro crisi, hanno fatto cadere l'umanità stessa nel dubbio e nell'incertezza. Infatti è il mondo stesso – col suo caos, il suo disordine e la progressiva mancanza di punti fissi che gettano su tutto l'ombra del relativismo – a giustificare il fatto che Dio non esiste più e che oggettivamente non può più esistere, una volta presa coscienza dell'ambiente naturale e caotico dell'esistenza, le cui leggi sono date dal punto di vista dell'uomo e non viceversa.
Di qui la presa di coscienza di Nietzsche, che fa del suo indubitabile ateismo quasi una parola d'ordine, il quale si configura al tempo stesso anche come denuncia del carattere "alienante" di ogni professione religiosa, questione a suo tempo già formulata e dibattuta da Feuerbach.
Ne La gaia scienza, la morte di Dio viene annunciata da un uomo folle, che giunge tra gli uomini ad avvisarli di questo avvenimento così importante, e spingendoli a creare l'oltreuomo – la discussione sulla validità di superuomo o oltreuomo come traduzioni è ancora aperta – per riempire il vuoto lasciato da questo avvenimento, causato da tutti gli uomini. Gli uomini, infatti, hanno ucciso Dio, che rappresenta le certezze assolute che finora avevano mantenuto gli uomini lontano dall'incertezza propria dell'età moderna. Il folle si accorge però di essere giunto in anticipo: questa notizia non era ancora arrivata in quei luoghi.
Naturalmente questa metafora nasconde molti significati nascosti, molti concetti molto profondi. Il tema della morte di Dio intesa come eliminazione di una legge sovrumana sarà trattato anche in Così parlò Zarathustra, rappresentato questa volta dal drago chiamato "tu devi". Nell'annuncio della morte di Dio, poi, viene esposto già il concetto di oltreuomo, che deve creare delle leggi proprie per sostituire quelle del Dio oramai morto.
Il concetto di morte di Dio è quindi profondamente connesso a quello di nichilismo. La presa di coscienza dell'uccisione di Dio deve portare a ciò che Nietzsche chiama 
nichilismo attivo, segno della cresciuta potenza dello spirito.

## Teologia della morte di Dio
A partire dagli anni Sessanta, in ambienti soprattutto nordamericani, vengono sviluppate in ambito teologico delle riflessioni molto radicali sul concetto di secolarizzazione, riprendendo almeno in parte il discorso del teologo tedesco protestante Dietrich Bonhoeffer. Nel mondo contemporaneo lo spazio del sacro, del metafisico si è dissolto, l'esperienza di Dio è esperienza della sua assenza, tutta a vantaggio di un "uomo adulto" e autonomo. Esponenti della teologia della morte di Dio furono il vescovo anglicano John Arthur Thomas Robinson, William Hamilton, Thomas Altizer, Gabriel Vahanian, Harvey Cox e Paul Van Buren.